# Каранка, Айтор
Айтор Каранка де ла Ос (исп. Aitor Karanka de la Hoz; род. 18 сентября 1973, Витория-Гастейс) — испанский футболист и футбольный тренер. Как игрок известен по выступлениям за «Атлетик Бильбао» и «Реал Мадрид». В составе «Реала» за 5 сезонов трижды побеждал в Лиге чемпионов УЕФА. Сыграл 1 матч за сборную Испании, выступал за сборную Страны Басков.

## Карьера

### В клубах
На юниорском уровне играл за «Корасонистас» и «Депортиво Алавес», с 1991 года в юношеской команде «Атлетик Бильбао» — «Бильбао Атлетик», в составе которой в 1992 году выиграл юниорские Кубок и чемпионат Испании, а также выступал в Сегунде. С 1993 года введён Юппом Хайнкесом в основу «Атлетика».
Когда в 1997 году Хайнкес возглавил «Реал Мадрид», он пригласил туда Каранку. Айтор провёл в королевском клубе 5 сезонов, выиграв с ним, среди прочего, три Лиги чемпионов и один Межконтинентальный кубок. Потеряв место в основе, вернулся в баскский клуб.
В 2006 году провёл сезон в клубе MLS «Колорадо Рэпидз», с которым дошёл до финала Западной Конференции, после чего завершил карьеру.

### В сборных
26 апреля 1995 года провёл единственный матч за первую сборную Испании: в Ереване против Армении в рамках отбора к Евро 1996. В 1996 году со сборной Испании уступил в финале молодёжного чемпионата Европы итальянцам, а на Олимпийских играх в Атланте дошёл до четвертьфинала. Имеет на своём счету 6 игр за сборную Страны Басков.

## Тренерская карьера
Завершив карьеру игрока, Каранка работал главным тренером сборной Испании до 15 лет, а также ассистентом главного тренера сборной до 17 лет. 8 июня 2010 года Каранка стал ассистентом главного тренера мадридского «Реала» Жозе Моуринью. После того как португальский тренер покинул мадридский клуб летом 2013 года, Каранка также был уволен из клуба по обоюдному согласию.
13 ноября 2013 года возглавил английский «Мидлсбро», выступавший в Чемпионшипе, сменив на этом посту Тони Моубрея. При Каранке в «Мидлсбро» появился целый ряд испанских футболистов: Томас Мехиас, Эмилио Нсуэ, Дамия Абелья, Кике. В сезоне 2014/15 он вывел команду в финал плей-офф Чемпионшипа, а в сезоне 2015/16 со второго места напрямую вышел в Премьер-лигу. 7 августа 2015 года подписал с клубом новый 4-летний контракт. 16 марта 2017 года «Мидлсбро» и Каранка расторгли контракт по обоюдному согласию.
8 января 2018 года был назначен главным тренером «Ноттингем Форест», подписав контракт на 2,5 года.

## Семья
Младший брат Айтора Давид (род. 1978) — также профессиональный футболист, нападающий. Выступал за «Атлетик Бильбао», «Спортинг Хихон», «Мурсию».

## Достижения

### Командные
В качестве игрока
 сборная Испании (до 21)
- Чемпионат Европы (юноши до 21 года):
  - Серебряный призёр: 1996

 «Реал Мадрид»
- Межконтинентальный кубок:
  - Победитель: 1998
  - Серебряный призёр: 2000
- Лига чемпионов УЕФА:
  - Победитель: 1997/98, 1999/2000, 2001/02
- Суперкубок УЕФА:
  - Победитель: 1997/98, 1999/2000, 2001/02
- Суперкубок Испании:
  - Победитель: 1997, 2001
- Чемпионат Испании:
  - Чемпион: 2000/01
  - Второе место: 1998/99
- Кубок Испании:
  - Финалист: 2001/02

В качестве тренера
 «Мидлсбро»
- Вице-чемпион Футбольной лиги Англии (1): 2015/16